# Amphoropsyche ayura
Amphoropsyche ayura är en nattsländeart som beskrevs av Ralph W. Holzenthal 1985. Amphoropsyche ayura ingår i släktet Amphoropsyche och familjen långhornssländor. Inga underarter finns listade i Catalogue of Life.